# یژی بوزک
یژی بوزک (لهستانی: Jerzy Karol Buzek؛‏ تلفظ لهستانی: [ˈjɛʐɨ]؛ ‏ زاده ۳ ژوئیهٔ ۱۹۴۰) سیاستمدار اهل لهستان است که بین سال‌های ۱۹۹۷ تا ۲۰۰۱ سمت نخست‌وزیری لهستان را برعهده داشت. وی هم‌اکنون رئیس پارلمان اروپا می‌باشد.

## نگارخانه

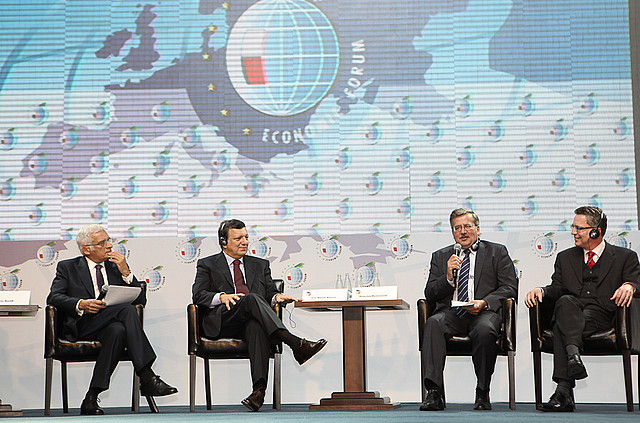
یرژی بوزک به همراه President of the European Commission ژوزه مانوئل باروزو و رئیس‌جمهور لهستان برونیسلاو کوموروفسکی
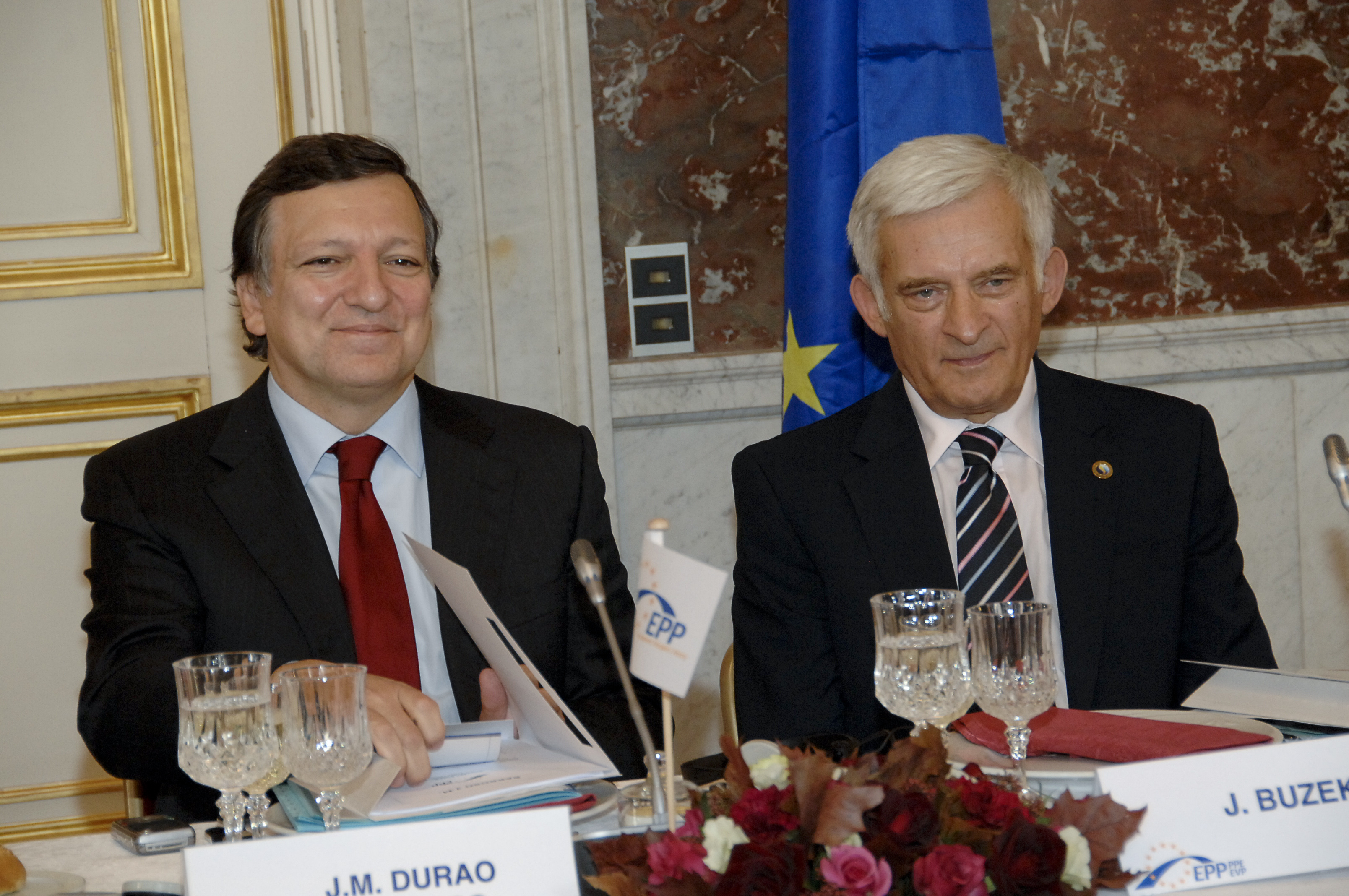
یرژی بوزک و ژوزه مانوئل باروزو در جریان EPP Summitدر ۲۰۰۹
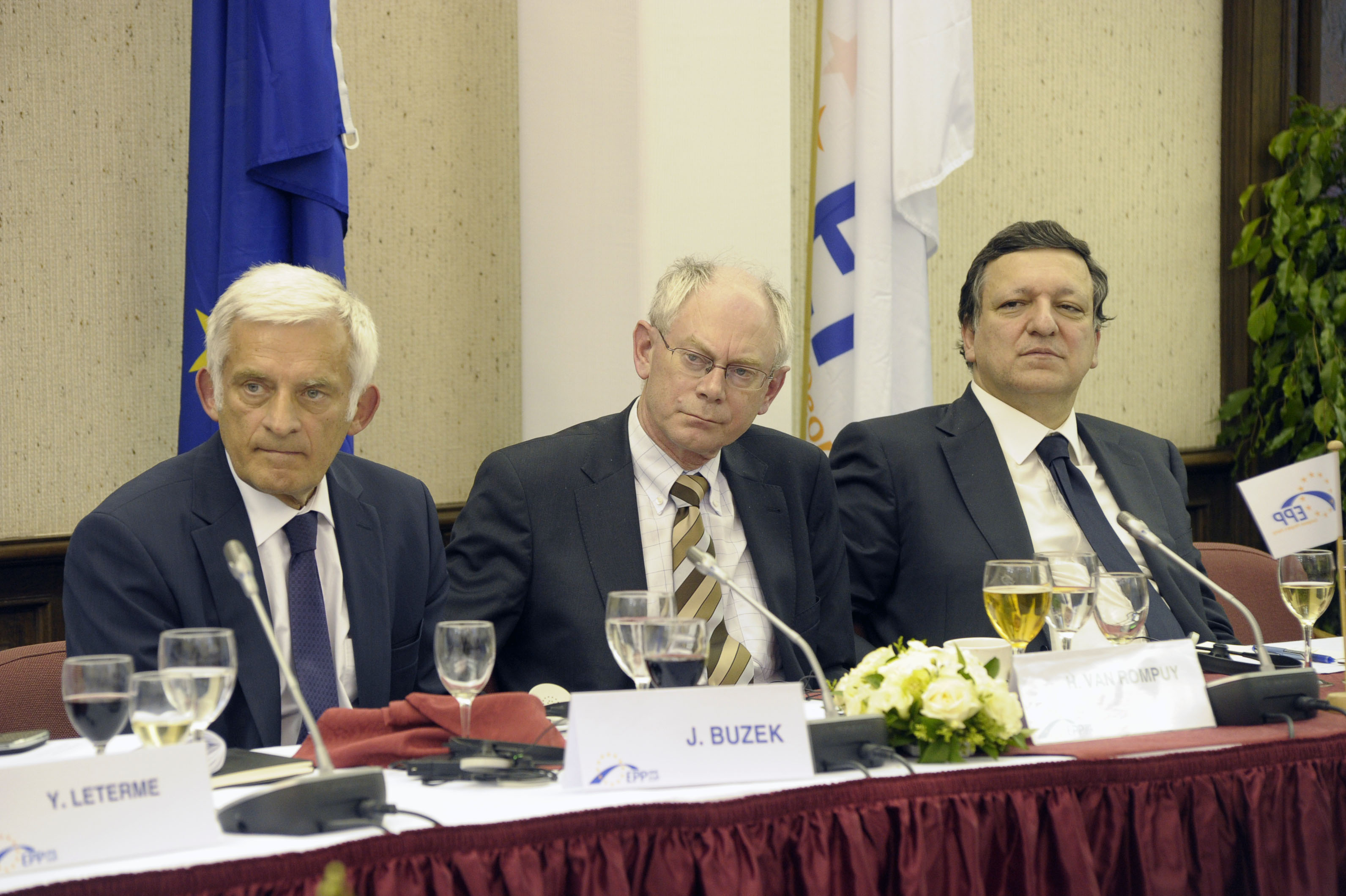
European Big Three; یرژی بوزک، هرمن ون رومپوی، ژوزه مانوئل باروزو
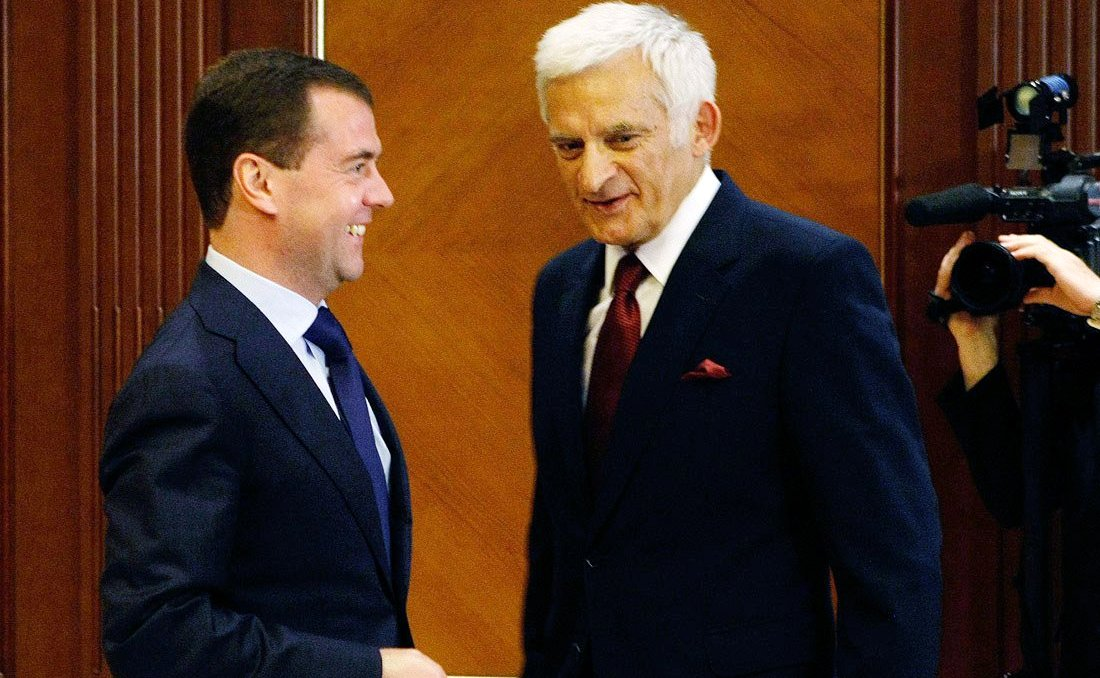
Jerzy Buzek به همراه رئیس‌جمهور روسیه دمیتری مدودف
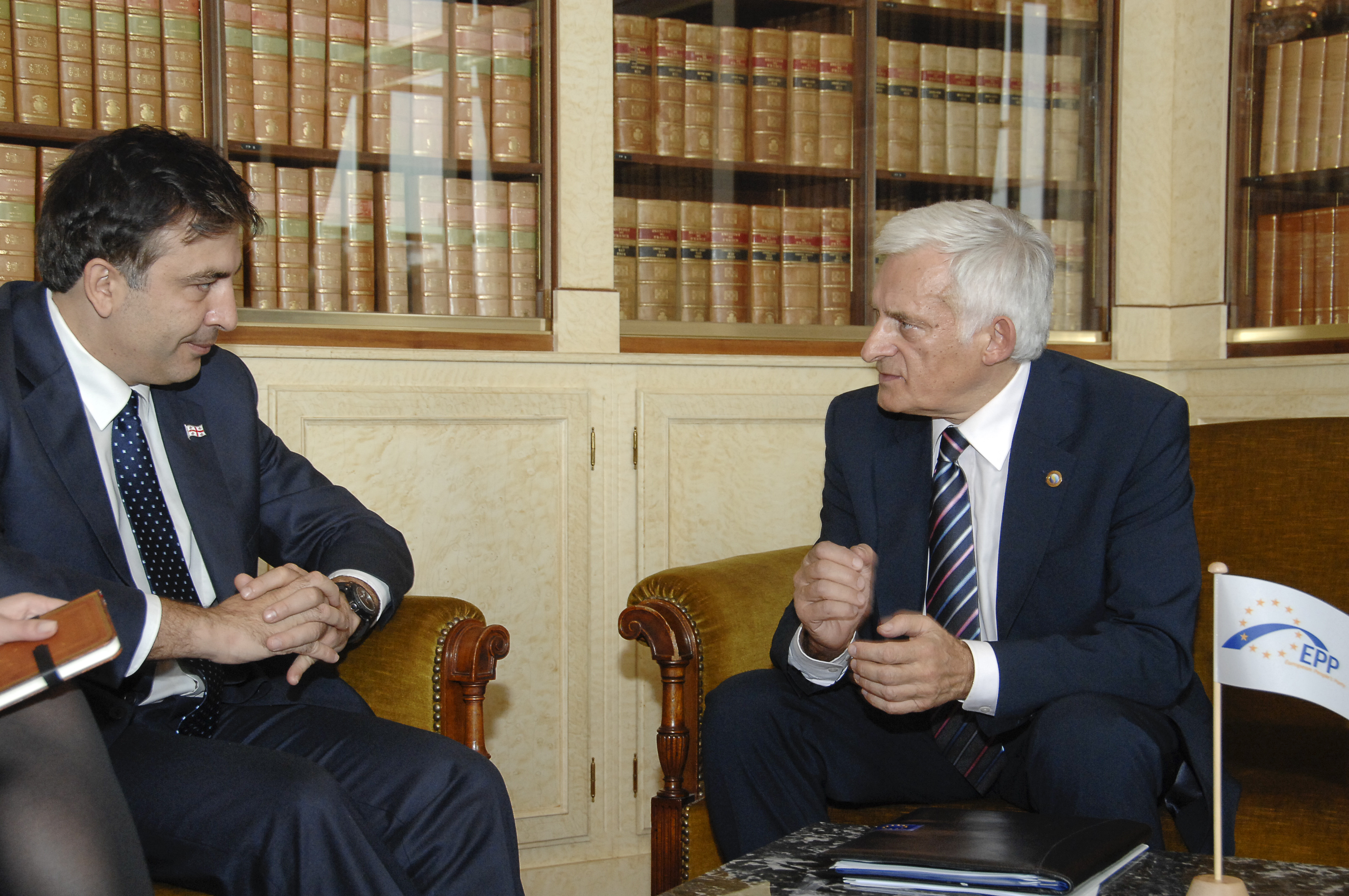
Jerzy Buzek with رییس‌جمهور گرجستان میخائیل ساکاشویلی
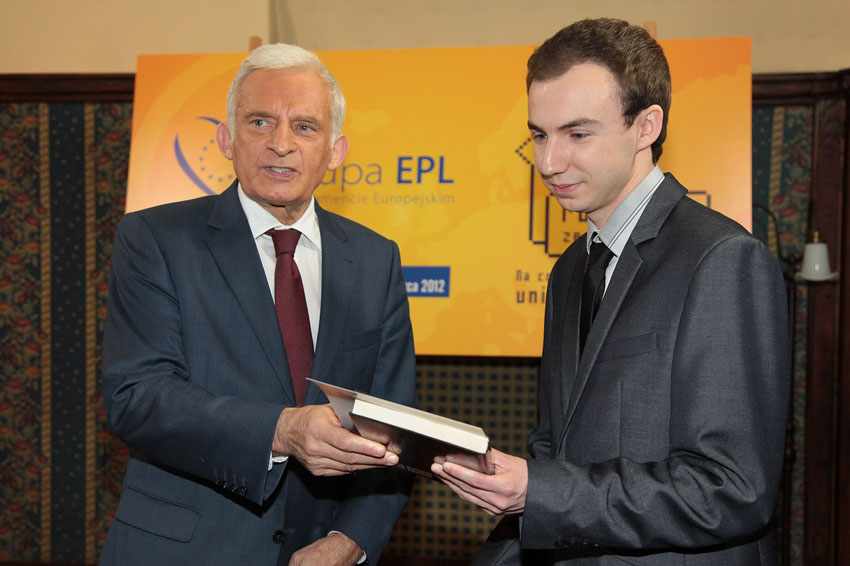
یرژی بوزک به همراه روزنامه‌نگار لهستانی Paweł Rogaliński
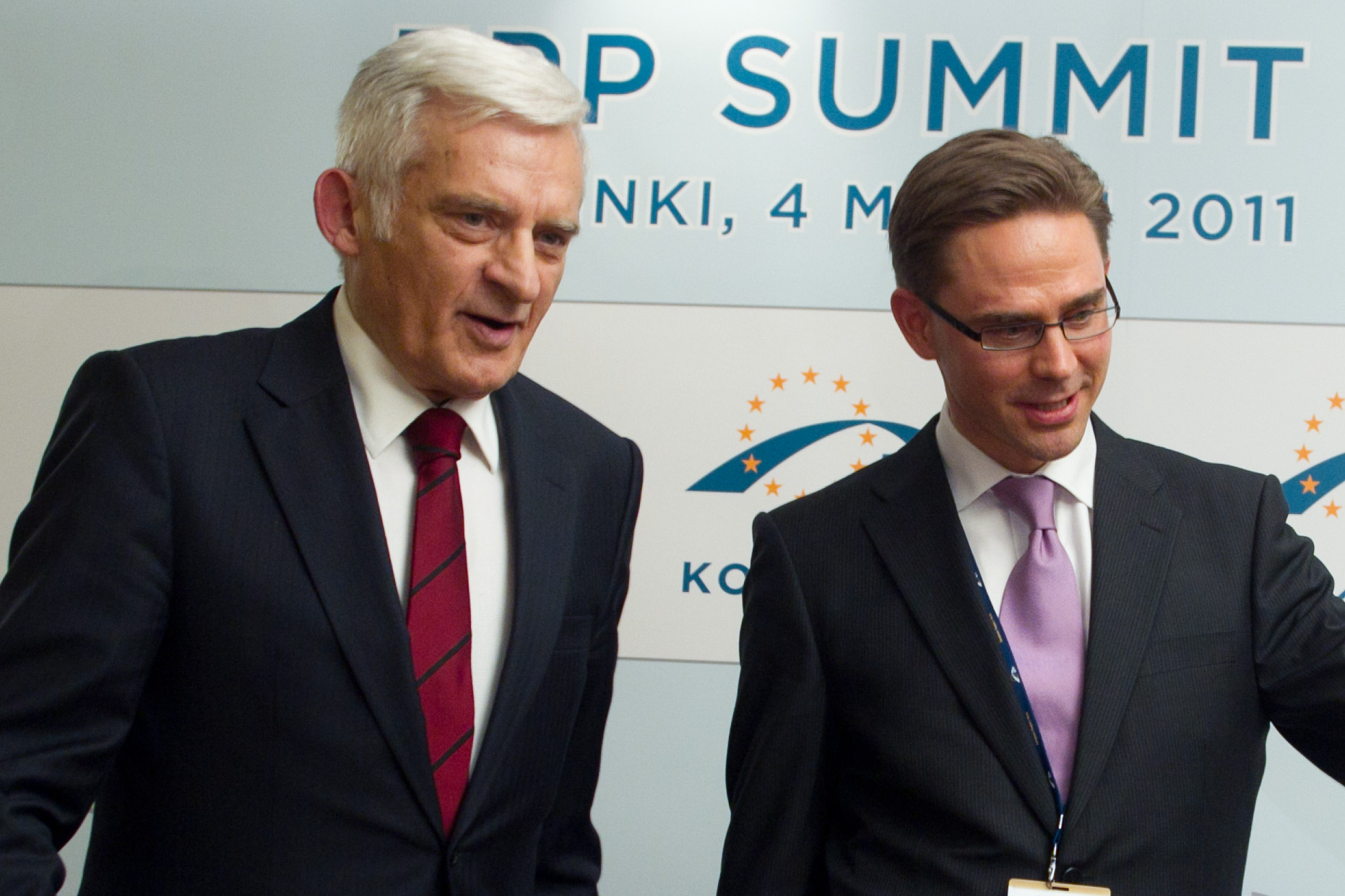
یرژی بوزک به همراه یورکی کاتاینن
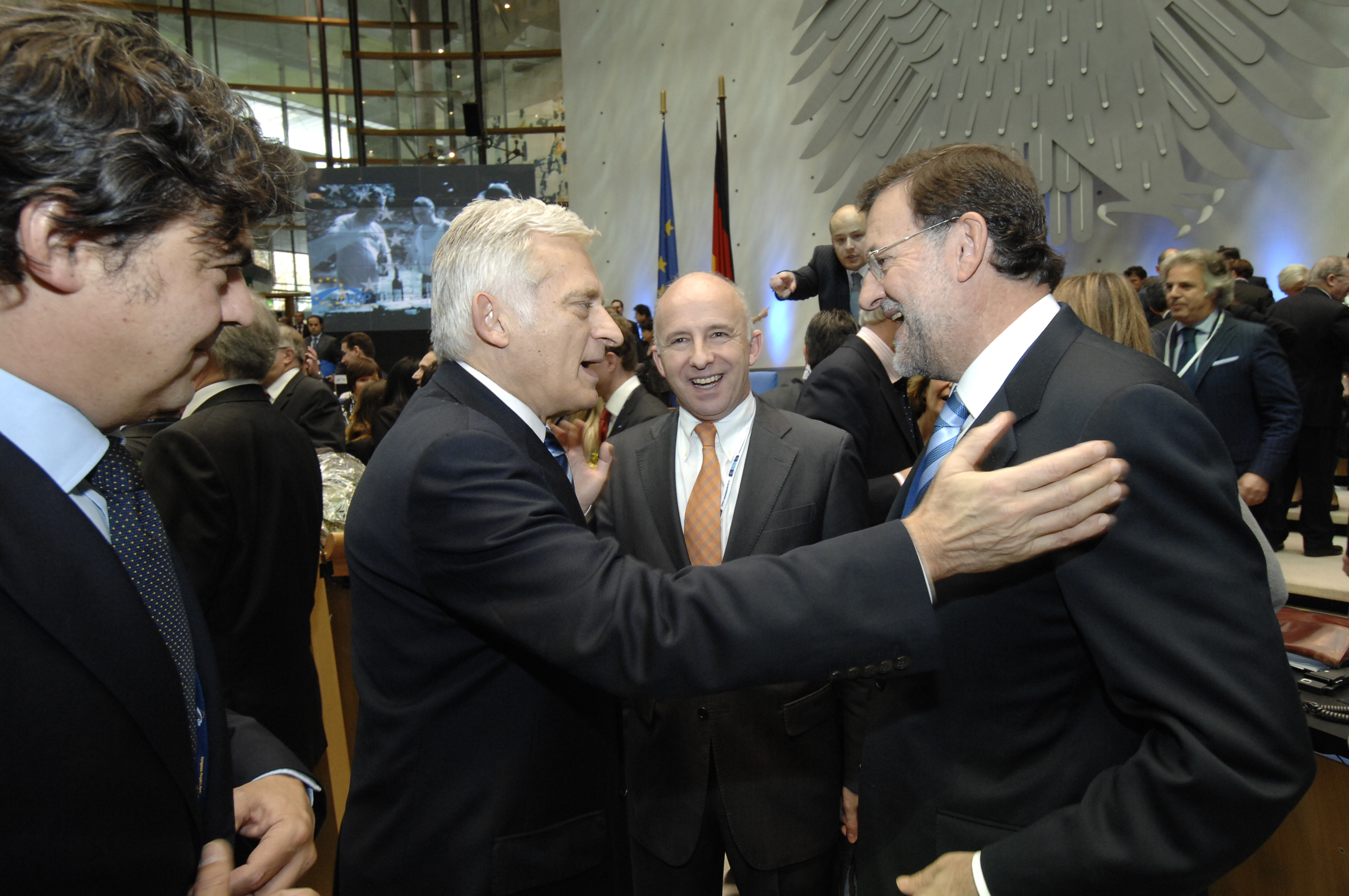
یرژی بوزک به همراه ماریانو راخوی
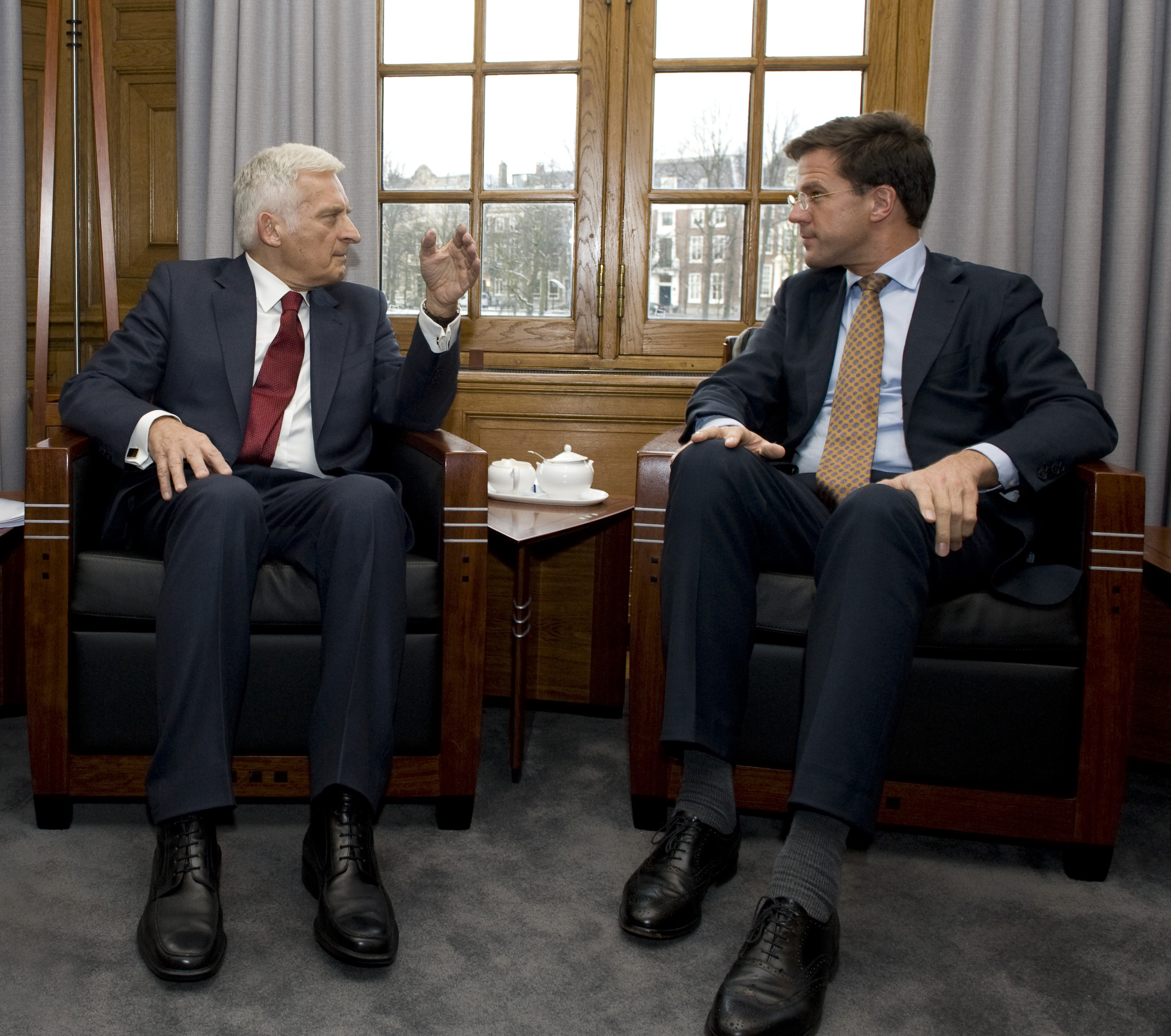
یرژی بوزک به همراه نخست‌وزیر هلند مارک روته